# جون زوبر
جون زوبر (بالإنجليزية: Jon Zuber)‏ هو لاعب كرة قاعدة أمريكي، ولد في 10 ديسمبر 1969 في إنسينو ‏ في الولايات المتحدة.

## وصلات خارجية
- جون زوبر على موقع الدوري الياباني لكرة القاعدة (الإنجليزية)
- جون زوبر على موقعبيزبول رفرنس.كوم (الدوري الرئيسي) (الإنجليزية)
- جون زوبر على موقعبيزبول رفرنس.كوم (الدوري الثانوي) (الإنجليزية)
- جون زوبر على موقع جمعية أبحاث البيسبول الأمريكية (الإنجليزية)
- جون زوبر على موقع مشجعي الرسوم البيانية (الإنجليزية)